# Vauclusotte
Vauclusotte is een gemeente in het Franse departement Doubs (regio Bourgogne-Franche-Comté) en telt 96 inwoners (2009). De plaats maakt deel uit van het arrondissement Montbéliard.

## Geografie
De oppervlakte van Vauclusotte bedraagt 7,7 km², de bevolkingsdichtheid is dus 12,5 inwoners per km².
De onderstaande kaart toont de ligging van Vauclusotte met de belangrijkste infrastructuur en aangrenzende gemeenten.

## Demografie
Onderstaande figuur toont het verloop van het inwonertal (bron: INSEE-tellingen).